# Lasioglossum connexum
Lasioglossum connexum är en biart som först beskrevs av Cresson 1872.  Lasioglossum connexum ingår i släktet smalbin, och familjen vägbin. Inga underarter finns listade i Catalogue of Life.